# Megjelentünk hajlékodban
A Megjelentünk hajlékodban áldozócsütörtökön énekelt népének, de néha általános miseénekként is használják. Ugyanez a dallam Zeng a harang hívó szóval kezdetű – ugyancsak Harangi Lászlótól származó – szöveggel általános miseének. A dallam Gimesi 1844-es kéziratos énekgyűjteményéből való.
Feldolgozás:
| Szerző       | Mire        | Mű                                         |
| ------------ | ----------- | ------------------------------------------ |
| Bárdos Lajos | egynemű kar | Musica Sacra II/1 Megjelentünk hajlékodban |
| Bárdos Lajos | egynemű kar | Musica Sacra II/2 Zeng a harang            |

## Kotta és dallam
| Dicsérjük az Isten-embert, Aki földről mennybe ment, Támasz nélkül el nem hagyta tanítványit idelent. Alapítá szent Egyházát, vezetőnknek rendelé, Ő vezérel biztos kézzel bennünket az ég felé. | Három évig tanítónk volt az isteni Szeretet, Szóval, tettel, imádsággal oktatott és vezetett. Nagy művének végeztével földről égbe költözött, Diadalmas fényességgel dicsőségbe öltözött.                        |
| Hisszük, amit Isten hirdet szent Egyháza szavával, És hogy egykor együtt élünk mennyországban fiával. Ki hajlékot készíteni ment előre mennyekbe, S az utolsó ítéletkor örök létbe vezet be.     | Bemutatjuk alázattal a bort és a kenyeret, Legyen kedves ajándékunk, égi Atyánk, teneked. Szálljon imánk bizalommal Üdvözítőnk nyomdokán, Hol megváltó Fia mellett ül az Atya trónusán.                          |
| Szegény bűnös ajándékát Jézus veszi kezébe, Úgy terjeszti alázattal az Úristen elébe. Véghetetlen érdeméből Szentség lesz az áldozat, Szent malasztja hatalmával mennyországba befogad.          | Szent az Isten, magasztaljuk, s áldjuk egyre szent Fiát, Aki nékünk megnyitotta mennyországnak kapuját. Minden áldás és dicséret Téged illet, Mesterünk, Légy vezérünk, légy jutalmunk, melyet egykor elnyerünk. |

A Zeng a harang szövege:
| Zeng a harang hívó szóval e szép ünnep reggelén. Összegyűltünk oltárodnál, kél szívünkben új remény. Földi bajban, gyötrelemben tűnik, múlik életünk: Áldozatod erejében új életre ébredünk.      | Dicsőség a magasságban, élő Krisztus, teneked. Szent halálod dicsősége megnyitá a mennyeket. Békességünk csak te benned van a földön minekünk, Bízva lépünk nyomaidba, tudjuk: hozzád érkezünk.  |
| Uram Jézus, tenálad az örök élet igéje, Biztosítja igazságát szentelt véred pecsétje. Taníts minket égi szóval, hívj magadhoz Jézusunk, Szent Igédnek világánál mennyországba eljutunk.           | Krisztus Urunk, hiszünk néked, sziklán épül szent hitünk: Életedet bizonyságul odaadtad, Istenünk. A halálnak zord hatalmát nyitott sírod letörte, A halandó, ki hisz benned, általad él örökre. |
| Mit adhatok, szegény bűnös? Szívemből csak bűn fakad. Te vagy értünk, Üdvözítőnk, a szeplőtlen áldozat. A halandó mindig újra megtetézi vétkeit, Nem ajánlhat elégtételt, hogyha Jézus nem segít. | De az oltár fehér gyolcsán újul egyre áldozat: Bűneinkért felajánlod, édes Jézus, magadat. S hogyha vétkünk sokasága ezerannyi volna még: Áldozatod tiszta lángján vétkünk szennye mind elég.    |
| Hódolattal dicsőítnek az angyali seregek, Imádattal leborulnak a bűnbánó emberek. Szent vagy, szent vagy, szent vagy, Jézus, örök élet királya! Boldog, aki dicsőséged hívő szívvel imádja.       | |

## Felvételek
- Zeng a harang hívó ez az a nap. YouTube (2014. június 15.)  (Hozzáférés: 2016. december 21.) (videó)